# سالتویک
سالتویک (به لاتین: Saltvik) یک منطقهٔ مسکونی در فنلاند است که در جزایر الند  واقع شده و ۱۸۵۰ نفر جمعیت دارد.